# 五十鈴川駅
五十鈴川駅（いすずがわえき）は、三重県伊勢市中村町にある、近畿日本鉄道（近鉄）鳥羽線の駅である。副駅名は「内宮前」（ないくうまえ）。駅番号はM75。

## 歴史
- 1969年（昭和44年）12月15日：鳥羽線の宇治山田 - 当駅間開通時に開業[1]。
- 1970年（昭和45年）3月1日：鳥羽線が当駅から鳥羽駅まで延伸[1]。
- 1971年（昭和46年）12月25日：当駅から宇治山田駅まで複線化[2]。
- 1975年（昭和50年）4月11日：当駅から朝熊駅まで複線化[2]。
- 2007年（平成19年）4月1日：PiTaPa使用開始[3]。
- 2020年（令和2年）2月28日：人工知能(AI)接客・窓口システム「AIさくらさん」を活用したデジタルサイネージによる、お客さま案内の実証実験を実施（4月26日までの予定だったが、好評のため2021年6月まで実施された）[4]。
- 2022年（令和4年）2月21日：駅付近に五十鈴川列車区が開業[注 1]。

### 駅名問題
近鉄側は、当駅の近くの地名「古市」から古市口駅の駅名を予定していた。その後開業直前の1969年（昭和44年）11月となって、駅名を内宮前駅（ないくうまええき）にしようとした。近鉄には古市駅（大阪府羽曳野市）があり、混同を避けるという意味合いもあった。
しかし、駅名を内宮前とすることにより伊勢神宮へ参拝する客のほとんどが伊勢神宮の外宮前（げくうまえ）の駅（伊勢市駅および宇治山田駅）を素通りして直接内宮に行ってしまうことを懸念した伊勢市長が同年11月10日に近鉄側に反対を申し入れ、伊勢市議会も同年11月11日に行われた近鉄対策特別委員会で反対することを決めた。
また、伊勢神宮側（神宮司庁）も駅から内宮まで約2kmも離れており、内宮の近くと思って降車した参拝客に迷惑をかけることを理由に反対した。
試運転の開始直前まで、近鉄側は駅名変更の調整を続け、同年11月21日に近鉄の副社長が伊勢市長と会談し駅名を「五十鈴川（内宮前）」とすることを伝え、市長の了承を得たため運輸省に届け出ることとなり、駅名問題は決着した。

## 駅構造

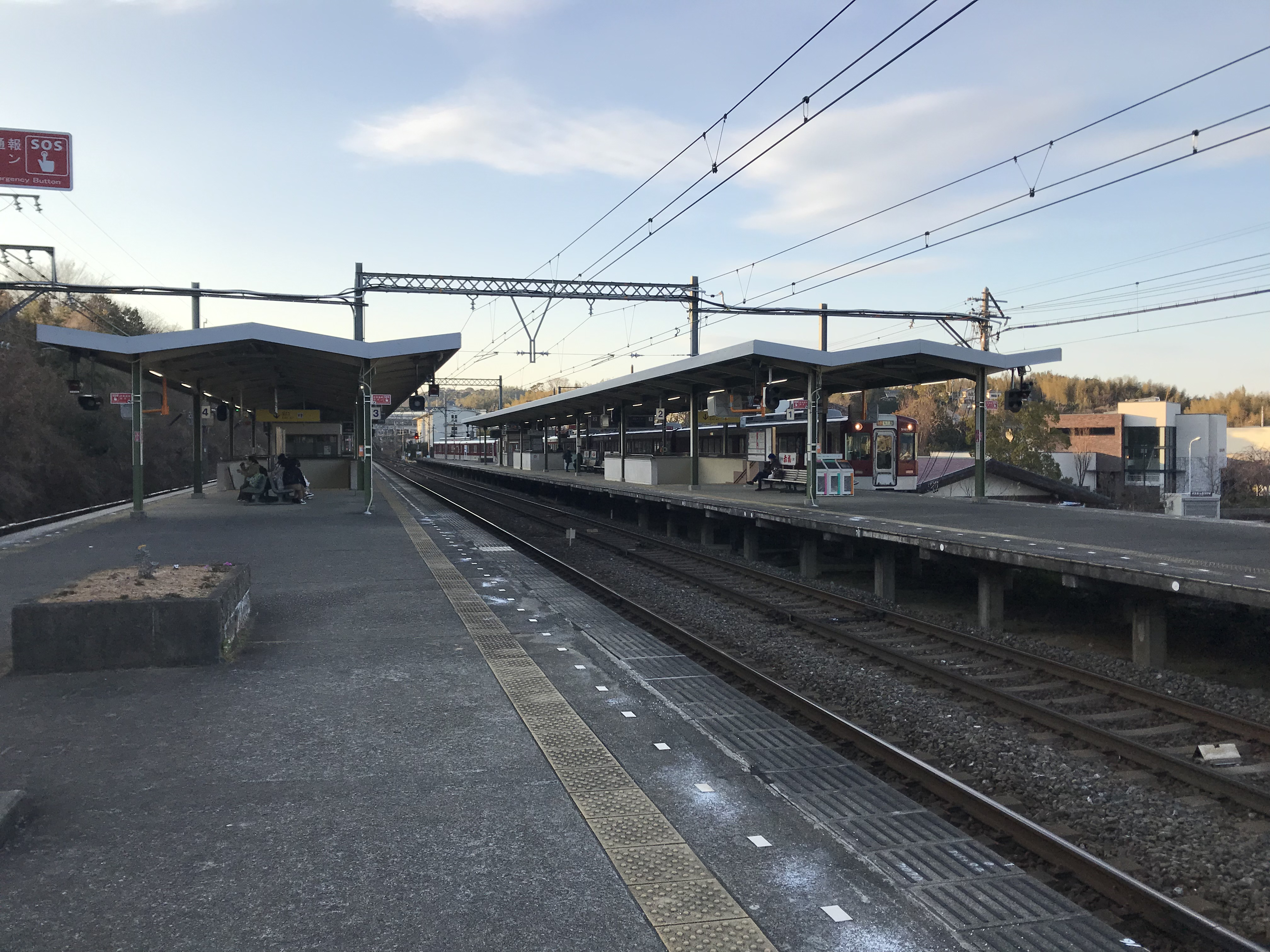
ホーム（2019年1月）

盛土上に待避設備を備えた島式ホーム2面4線を持つ高架駅。ホーム有効長は特急の発着を考慮して10両編成分を確保されている。駅舎は下り線（東北）側にある。改札口は1ヶ所のみである。

### のりば
| のりば | 路線     | 方向 | 行先                                           |
| ------ | -------- | ---- | ---------------------------------------------- |
| 1・2   | M 鳥羽線 | 下り | 賢島方面                                       |
| 3・4   | M 鳥羽線 | 上り | 伊勢中川・白塚・近鉄名古屋・大阪難波・京都方面 |

特記事項
- 内側2線（2番線と3番線）が主本線、外側2線（1番線と4番線）が待避線である。
- 宇治山田寄りに片渡り線が設置されているため、当駅始発上り列車の一部は、本来下りホームである1番・2番のりばから発車する。また、鳥羽寄りにも片渡り線が設置されているため4番のりばからは鳥羽方面への発車も可能であり、1番線が使えない場合は宇治山田方面からの回送列車を中心に渡り線を用いて折り返しを行っている。

## 特徴

### ダイヤ面
- 阪伊甲特急・名伊甲特急および観光特急「しまかぜ」を除いた定期旅客列車が停車する[13][14]。
  - 2012年3月20日のダイヤ改正までは宇治山田発名古屋行き特急も存在したが、2012年3月20日より宇治山田を着駅に五十鈴川を発駅に変更したため廃止となった。しかし、臨時列車として名古屋発宇治山田行き特急の折り返しまたは名古屋発宇治山田行き特急を運転するために宇治山田発名古屋行き特急が運転されるケースは存在する。
  - 停車する特急列車の詳細：阪伊・名伊乙特急の全列車および京伊特急が停車しており、日中の名伊乙特急はおよそ半数が宇治山田駅終着・当駅始発で設定されている[13]。
    - 通常ダイヤでは阪伊甲特急、名伊甲特急は通過するが、臨時で運行される甲特急は停車し、一部は当駅終着、始発列車として運行する。
    - 2012年3月20日のダイヤ変更までは京伊特急の中でも大阪難波駅発着の阪伊乙特急に併結しない列車は通過していたが、同変更で単独運転の列車に統一の上で停車駅に追加されることになった。
    - 従来は当駅発着の定期特急列車は設定されていなかったが、2014年9月21日のダイヤ変更で日中の宇治山田駅始発・終着だった乙特急のうち、名古屋方面からの列車が当駅始発になった。なお、大晦日の越年終夜運転時には大阪・名古屋・京都方面の大多数の列車が宇治山田駅終着・当駅始発で設定される。

  - 大阪上本町駅・近鉄名古屋駅から運転される快速急行・急行の折り返し拠点であり、当駅始発・終着列車が終日設定されている[13]。早朝には当駅始発の名張行き急行が1本設定されている[13]。
    - 2011年まで快速急行の当駅終着は臨時列車のみであったが、2012年3月20日変更で休日の下り最終のみ新設され、定期旅客列車として運転されるようになった。2018年3月17日変更時点で快速急行の当駅発着本数は、休日20時台の当駅到着が1本のみ設定されている[13]。

  - 当駅に発着する毎時2本 - 3本の普通列車はほとんどが通し運転の列車であるが、早朝と夜間の1往復のみ当駅発着の普通列車が運転されている[13]。
  - 当駅始発列車のうち、平日ダイヤの特急2本、急行17本および土休日ダイヤの特急3本、急行16本は1番線始発であり、2番線始発の上り定期列車は、平日6:13発近鉄名古屋行き特急が設定されている（2022年12月17日ダイヤ変更時点）[15]。
- 列車待避や接続も多く行われており、朝と夕方の鳥羽駅発着の急行が当駅にて乙特急と緩急接続する列車や、時間帯によっては当駅折り返しの急行と賢島方面発着の普通列車との接続も行われている[13]。

### 駅設備・営業面
- 宇治山田駅管理の有人駅で、PiTaPa・ICOCA対応の自動改札機および自動精算機（回数券カードに対応）が設置されている。自動精算機ではICカードへのチャージが可能。
- 特急券は専用の有人窓口にて購入可能であるが、定期券の取り扱いは実施されていない[16]。
- 行先案内表示は液晶ディスプレイ式。

## 当駅乗降人員
近年における当駅の1日乗降人員の調査結果は以下の通り。
- 2023年11月7日：3,406人
- 2022年11月8日：2,840人
- 2021年11月9日：2,215人
- 2018年11月13日：2,603人
- 2015年11月10日：2,323人
- 2012年11月13日：2,122人
- 2010年11月9日：2,251人
- 2008年11月18日：2,091人
- 2005年11月8日：2,229人

## 利用状況
「三重県統計書」によると、1日の平均乗車人員は以下の通りである。
| 年度   | 一日平均 乗車人員 |
| ------ | ----------------- |
| 1997年 | 1,793             |
| 1998年 | 1,622             |
| 1999年 | 1,291             |
| 2000年 | 1,290             |
| 2001年 | 1,278             |
| 2002年 | 1,242             |
| 2003年 | 1,226             |
| 2004年 | 1,195             |
| 2005年 | 1,188             |
| 2006年 | 1,229             |
| 2007年 | 1,217             |
| 2008年 | 1,247             |
| 2009年 | 1,248             |
| 2010年 | 1,266             |
| 2011年 | 1,280             |
| 2012年 | 1,314             |
| 2013年 | 1,681             |
| 2014年 | 1,379             |
| 2015年 | 1,492             |
| 2016年 | 1,551             |
| 2017年 | 1,943             |
| 2018年 | 1,842             |
| 2019年 | 2,026             |
| 2020年 | 1,208             |
| 2021年 | 1,332             |
| 2022年 | 1,666             |
| 2023年 | 1,801             |

五十鈴川駅の利用状況の変遷を下表に示す。
- 輸送実績（乗車人員）の単位は人であり、年度での総計値を示す。年度間の比較に適したデータである。
- 乗降人員調査結果は任意の1日における値（単位：人）である。調査日の天候・行事等の要因によって変動が大きいので年度間の比較には注意を要する。
- 表中、最高値を赤色で、最高値を記録した年度以降の最低値を青色で、最高値を記録した年度以前の最低値を緑色で表記している。

| 年度別利用状況（五十鈴川駅） | 年度別利用状況（五十鈴川駅）         | 年度別利用状況（五十鈴川駅）         | 年度別利用状況（五十鈴川駅）         | 年度別利用状況（五十鈴川駅）         | 年度別利用状況（五十鈴川駅） | 年度別利用状況（五十鈴川駅） | 年度別利用状況（五十鈴川駅） |
| 年 度                        | 当駅分輸送実績（乗車人員）：人／年度 | 当駅分輸送実績（乗車人員）：人／年度 | 当駅分輸送実績（乗車人員）：人／年度 | 当駅分輸送実績（乗車人員）：人／年度 | 乗降人員調査結果:人／日      | 乗降人員調査結果:人／日      | 特記事項                     |
| ---------------------------- | ------------------------------------ | ------------------------------------ | ------------------------------------ | ------------------------------------ | ---------------------------- | ---------------------------- | ---------------------------- |
| 年 度                        | 通勤定期                             | 通学定期                             | 定期外                               | 合 計                                | 調査日                       | 調査結果                     | 特記事項                     |
| 1969年（昭和44年）           | 17,520                               | ←←←←                                 | 249,710                              | 267,230                              |                              |                              | 開業                         |
| 1970年（昭和45年）           | 110,280                              | ←←←←                                 | 319,316                              | 429,596                              |                              |                              |                              |
| 1971年（昭和46年）           | 101,580                              | ←←←←                                 | 294,044                              | 395,624                              |                              |                              |                              |
| 1972年（昭和47年）           | 111,120                              | ←←←←                                 | 287,406                              | 398,526                              |                              |                              |                              |
| 1973年（昭和48年）           | 133,500                              | ←←←←                                 | 367,212                              | 500,712                              |                              |                              |                              |
| 1974年（昭和49年）           | 157,200                              | ←←←←                                 | 312,684                              | 469,884                              |                              |                              |                              |
| 1975年（昭和50年）           | 155,490                              | ←←←←                                 | 381,546                              | 537,036                              |                              |                              |                              |
| 1976年（昭和51年）           | 161,190                              | ←←←←                                 | 354,488                              | 515,678                              |                              |                              |                              |
| 1977年（昭和52年）           | 172,770                              | ←←←←                                 | 388,570                              | 561,340                              |                              |                              |                              |
| 1978年（昭和53年）           | 188,880                              | ←←←←                                 | 400,854                              | 589,734                              |                              |                              |                              |
| 1979年（昭和54年）           | 195,600                              | ←←←←                                 | 408,808                              | 604,408                              |                              |                              |                              |
| 1980年（昭和55年）           | 204,540                              | ←←←←                                 | 433,336                              | 637,876                              |                              |                              |                              |
| 1981年（昭和56年）           | 221,490                              | ←←←←                                 | 437,382                              | 658,872                              |                              |                              |                              |
| 1982年（昭和57年）           | 219,510                              | ←←←←                                 | 428,473                              | 647,983                              | 11月16日                     | 2,055                        |                              |
| 1983年（昭和58年）           | 229,470                              | ←←←←                                 | 409,085                              | 638,555                              | 11月8日                      | 3,385                        |                              |
| 1984年（昭和59年）           | 234,780                              | ←←←←                                 | 425,018                              | 659,798                              | 11月6日                      | 1,993                        |                              |
| 1985年（昭和60年）           | 248,640                              | ←←←←                                 | 436,442                              | 685,082                              | 11月12日                     | 2,055                        |                              |
| 1986年（昭和61年）           | 255,240                              | ←←←←                                 | 445,228                              | 700,468                              | 11月11日                     | 2,337                        |                              |
| 1987年（昭和62年）           | 251,190                              | ←←←←                                 | 451,618                              | 702,808                              | 11月10日                     | 2,191                        |                              |
| 1988年（昭和63年）           | 254,610                              | ←←←←                                 | 432,238                              | 686,848                              | 11月8日                      | 2,290                        |                              |
| 1989年（平成元年）           | 258,960                              | ←←←←                                 | 470,344                              | 729,304                              | 11月14日                     | 2,343                        |                              |
| 1990年（平成2年）            | 255,120                              | ←←←←                                 | 439,650                              | 694,770                              | 11月6日                      | 2,643                        |                              |
| 1991年（平成3年）            | 249,570                              | ←←←←                                 | 426,147                              | 675,717                              |                              |                              |                              |
| 1992年（平成4年）            | 251,310                              | ←←←←                                 | 419,363                              | 670,673                              | 11月10日                     | 2,860                        |                              |
| 1993年（平成5年）            | 243,360                              | ←←←←                                 | 431,570                              | 674,930                              |                              |                              |                              |
| 1994年（平成6年）            | 335,370                              | ←←←←                                 | 600,213                              | 935,583                              |                              |                              |                              |
| 1995年（平成7年）            | 263,520                              | ←←←←                                 | 345,613                              | 609,133                              | 12月5日                      | 2,018                        |                              |
| 1996年（平成8年）            | 251,160                              | ←←←←                                 | 354,152                              | 605,312                              |                              |                              |                              |
| 1997年（平成9年）            | 264,960                              | ←←←←                                 | 389,542                              | 654,502                              |                              |                              |                              |
| 1998年（平成10年）           | 252,360                              | ←←←←                                 | 339,701                              | 592,061                              |                              |                              |                              |
| 1999年（平成11年）           | 244,560                              | ←←←←                                 | 227,996                              | 472,556                              |                              |                              |                              |
| 2000年（平成12年）           | 240,240                              | ←←←←                                 | 230,757                              | 470,997                              |                              |                              |                              |
| 2001年（平成13年）           | 235,650                              | ←←←←                                 | 230,692                              | 466,342                              |                              |                              |                              |
| 2002年（平成14年）           | 228,450                              | ←←←←                                 | 224,853                              | 453,303                              |                              |                              |                              |
| 2003年（平成15年）           | 226,140                              | ←←←←                                 | 222,615                              | 448,755                              |                              |                              |                              |
| 2004年（平成16年）           | 224,370                              | ←←←←                                 | 211,924                              | 436,294                              |                              |                              |                              |
| 2005年（平成17年）           | 216,510                              | ←←←←                                 | 217,253                              | 433,763                              | 11月8日                      | 2,229                        |                              |
| 2006年（平成18年）           | 214,350                              | ←←←←                                 | 234,076                              | 448,426                              |                              |                              |                              |
| 2007年（平成19年）           | 210,060                              | ←←←←                                 | 235,357                              | 445,417                              |                              |                              |                              |
| 2008年（平成20年）           | 210,270                              | ←←←←                                 | 245,032                              | 455,302                              | 11月18日                     | 2,091                        |                              |
| 2009年（平成21年）           | 218,610                              | ←←←←                                 | 237,075                              | 455,685                              |                              |                              |                              |
| 2010年（平成22年）           | 228,120                              | ←←←←                                 | 233,990                              | 462,110                              | 11月9日                      | 2,251                        |                              |
| 2011年（平成23年）           | 235,140                              | ←←←←                                 | 233,157                              | 468,297                              |                              |                              |                              |
| 2012年（平成24年）           | 233,400                              | ←←←←                                 | 246,093                              | 479,493                              | 11月13日                     | 2,122                        |                              |
| 2013年（平成25年）           | 236,970                              | ←←←←                                 | 376,451                              | 613,421                              |                              |                              |                              |
| 2014年（平成26年）           | 219,300                              | ←←←←                                 | 283,966                              | 503,266                              |                              |                              |                              |
| 2015年（平成27年）           | 225,420                              | ←←←←                                 | 320,524                              | 545,944                              | 11月10日                     | 2,323                        |                              |
| 2016年（平成28年）           | 226,890                              | ←←←←                                 | 339,174                              | 566,064                              |                              |                              |                              |
| 2017年（平成29年）           | 241,950                              | ←←←←                                 | 467,158                              | 709,108                              |                              |                              |                              |
| 2018年（平成30年）           | 261,690                              | ←←←←                                 | 410,581                              | 672,271                              | 11月13日                     | 2,603                        |                              |
| 2019年（令和元年）           | 291,000                              | ←←←←                                 | 450,451                              | 741,451                              |                              |                              |                              |
| 2020年（令和2年）            | 277,710                              | ←←←←                                 | 163,289                              | 440,999                              |                              |                              |                              |
| 2021年（令和3年）            |                                      | ←←←←                                 |                                      |                                      |                              |                              |                              |
| 2022年（令和4年）            |                                      | ←←←←                                 |                                      |                                      |                              |                              |                              |
| 2023年（令和5年）            |                                      | ←←←←                                 |                                      |                                      |                              |                              |                              |
| 2024年（令和6年）            |                                      | ←←←←                                 |                                      |                                      |                              |                              |                              |

## 駅周辺
- 伊勢神宮皇大神宮（内宮）
- おはらい町・おかげ横丁
- 三重県営総合競技場
- 猿田彦神社
- 月讀宮・葭原神社
- 倭姫宮
- 宇治山田神社・那自賣神社
- 市立伊勢総合病院
- 皇學館大学・高等学校・中学校
- 皇學館大学佐川記念神道博物館

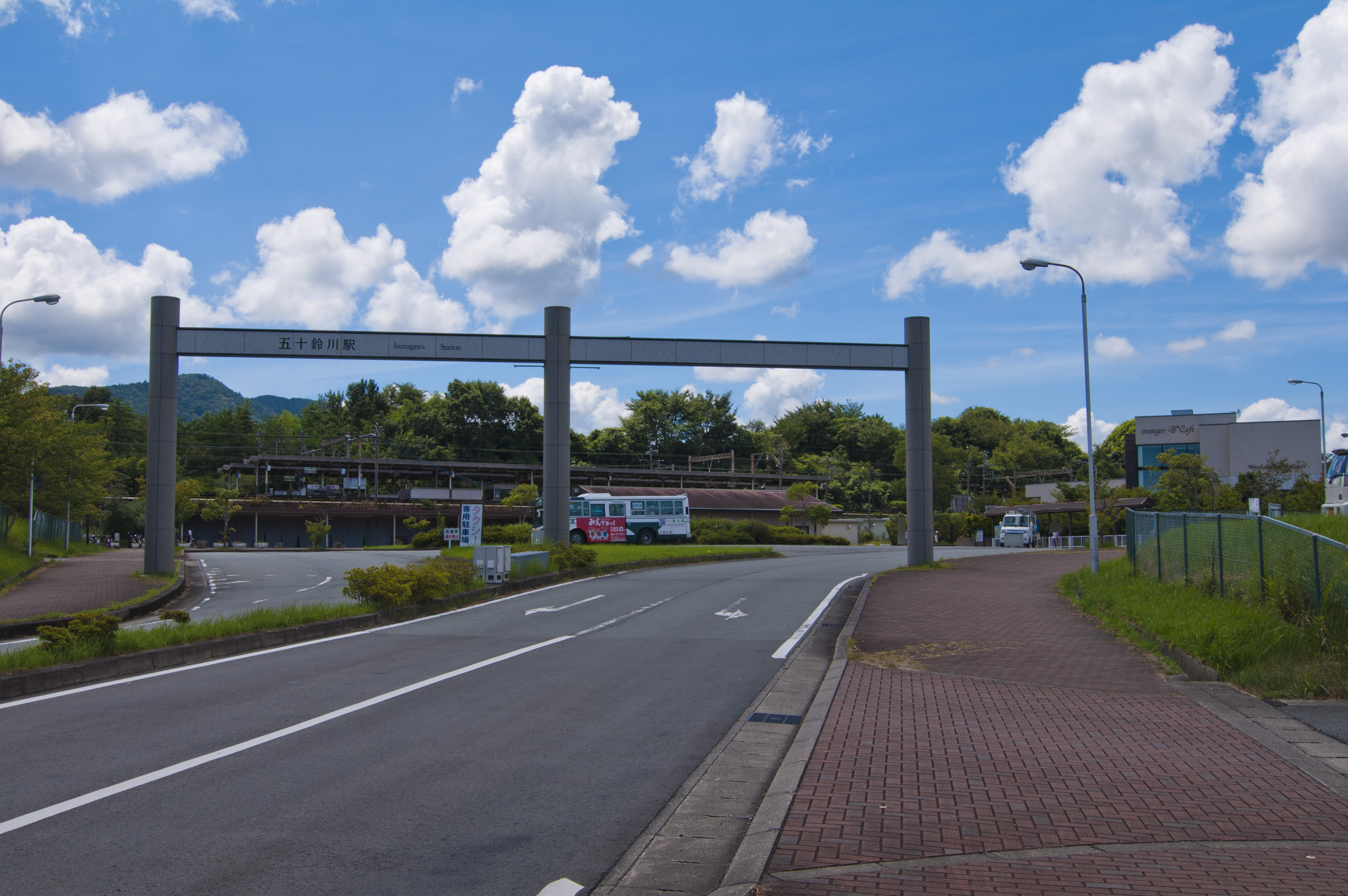
駅前（2010年8月）

- 神宮徴古館・神宮農業館・神宮美術館・神宮文庫
- 三重県立伊勢高等学校
- 伊勢自動車道・伊勢二見鳥羽ライン 伊勢IC
- 伊勢ショッピングセンター（イオン伊勢店）

## バス路線
三重交通
- 1番乗り場
  - 44系統  夫婦岩東口（平日のみ。イオン伊勢店、サンアリーナ経由）
  - 51系統 宇治山田駅・伊勢市駅・外宮前（徴古館前経由）
  - 伊勢二見鳥羽周遊バス（CANばす）

- 2番乗り場
  - 51系統  内宮前
  - 参宮バス（スカイラインルート、土休日のみ） 山上広苑

伊勢市コミュニティバス「おかげバス」
- 鹿海・朝熊ルート
  - いせトピア（朝熊町経由）
  - いせトピア
- 二見ルート
  - 松下広場（いせトピア・JR二見浦駅前経由）
- 小木・田尻ルート
  - いせトピア・伊勢赤十字病院（デマンド制・1日3往復の運行）

## 隣の駅
近畿日本鉄道
M 鳥羽線
- □特急停車駅

■快速急行（下りのみ運転）・■急行・■普通
宇治山田駅 (M74) - 五十鈴川駅 (M75) - 朝熊駅 (M76)